# ساتورنینو آروآ
ساتورنینو آروآ (انگلیسی: Saturnino Arrúa؛ زادهٔ ۷ آوریل ۱۹۴۹) بازیکن سابق فوتبال و مربی فعلی اهل پاراگوئه است که در پست هافبک هجومی بازی می‌کرد،
وی همچنین در تیم ملی فوتبال پاراگوئه بازی کرده‌است.